# Глизе 338
Глизе 338 (англ. Gliese 338) — кратная звезда в созвездии Большой Медведицы на расстоянии приблизительно 20 световых лет (около 6,3 парсек) от Солнца. Возраст звезды оценивается как около 4 млрд лет.
Вокруг звезды обращается, как минимум, одна планета.

## Описание
Данная система из двух тусклых красных звёзд не видна невооружённым глазом. Первые исследования звезды были проведены Василием Струве, российским астрономом, первым директором Пулковской обсерватории, составившим два каталога (1827 и 1852 гг.). Называемые по имени своего первооткрывателя, звёзды из этих каталогов иногда обозначаются греческой буквой Сигма. Соответственно, данная звезда часто обозначается как Σ 1321 AB.
Согласно Шестому каталогу визуальных орбит двойных звёзд, компоненты системы А и В разделены между собой на среднем расстоянии 108 а.е. (16,675") и движутся вокруг общего центра масс по сильно вытянутой эллиптической орбите (e=0,28), совершая полный оборот за 975 суток. Орбита звёзд повёрнута к земному наблюдателю на 21,0°.
Исходя из результатов изучения лучевой скорости обоих компонентов, можно предположить, что в системе находится не обнаруженный до сих пор массивный объект.

## Характеристики
Первый компонент (HD 79210) — красный карлик спектрального класса M0V, или K2. Видимая звёздная величина звезды — +7,791m. Масса — около 0,631 солнечной, радиус — около 0,615 солнечного, светимость — около 0,078 солнечной. Эффективная температура — около 3745 К.
Второй компонент (HD 79211) — красный карлик спектрального класса M0V, или K2. Видимая звёздная величина звезды — +8,516m. Масса — около 0,605 солнечной, радиус — около 0,588 солнечного, светимость — около 0,076 солнечной. Эффективная температура — около 3995 К. Удалён на 16,9 угловой секунды (108,54 а.е.).
Третий компонент (UCAC3 286-107066) — жёлто-белая звезда спектрального класса F. Видимая звёздная величина звезды — +14,532m. Радиус — около 1,22 солнечного, светимость — около 2,308 солнечной. Эффективная температура — около 6450 К. Удалён на 145,7 угловой секунды.
Четвёртый компонент (TYC 3806-1033-1) — жёлто-белая звезда спектрального класса F. Видимая звёздная величина звезды — +11,89m. Радиус — около 1,38 солнечного, светимость — около 3,259 солнечной. Эффективная температура — около 6347 К. Удалён на 136,4 угловой секунды.

## Планетная система
В 2019 году учёными, анализирующими данные проектов HIPPARCOS и Gaia, у звезды HD 79210 обнаружена планета HIP 45343 b.
В 2020 году группой астрономов у звезды HD 79211 при помощи спектроскопического измерения радиальных скоростей обнаружена планета HD 238090 b, которая обращается вокруг материнской звезды за 24,45 дня. Расстояние от планеты до материнской звезды — 0,14 астрономической единицы. Масса суперземли в 10,3 раза больше массы Земли. Таким образом, новая планета относится к классу «ель». Температура на поверхности составляет от 27 до 117 °C. Планета находится на внутренней границе зоны обитаемости.
В 2019 году учёными, анализирующими данные проектов HIPPARCOS и Gaia, у звезды HD 79211 обнаружена планета HIP 120005 c.

## Ближайшее окружение звезды
Следующие звёздные системы находятся на расстоянии в пределах 10 световых лет от Глизе 338:
| Звезда         | Спектральный класс | Расстояние, св. лет |
| Грумбридж 1618 | K5-7 Ve            | 5,2                 |
| BD+44 2051     | M1 Ve / M5,5 Ve    | 7,1                 |
| Росс 986       | M4,5 Ve / ?        | 9,1                 |
| G 111-47       | K-M4 V             | 9,5                 |
| G 250-31       | M4,5 V             | 9,7                 |